# Drum & Bass Strip To the Bone By Howie B
Drum & Bass Strip To the Bone By Howie B – siedemnasty album studyjny jamajskiej sekcji rytmicznej Sly & Robbie.
Płyta została wydana 12 stycznia 1999 roku przez amerykańską wytwórnię Palm Pictures. Nagrania zostały zarejestrowane w studiu The Mixing Lab w Kingston. Ich produkcją zajęli się Howard "Howie B" Bernstein oraz Suzette Newman.

## Lista utworów
1. "Superthruster"
2. "Fatigue Chic"
3. "Into Battle"
4. "Ballistic Squeeze"
5. "Drilling For Oil"
6. "High Voltage Syndrome"
7. "Psionce Merge"
8. "Exodub Implosion"
9. "Major Magic"
10. "Softcore Surge"
11. "Zen Concrete"
12. "Stripped To The Bone"

## Muzycy
- Lloyd "Gitsy" Willis - gitara
- Robbie Shakespeare - gitara basowa
- Sly Dunbar - perkusja
- Jeremy Shaw - keyboard
- Howard "Howie B" Bernstein - keyboard